# King (album)
King is het vierde muziekalbum van de Amerikaanse rapper T.I.. Het album debuteerde op nummer 1 op de Billboard 200 hitlijst op 4 april 2006, en er werden meer dan 522.000 exemplaren van verkocht in de eerste week. Het werd Atlantic Records' bestverkochte album van de afgelopen 15 jaar. T.I. bracht de singles "Front Back" en "Ride With Me" uit vóór hij zijn album uitbracht. De singles kregen weinig aandacht, maar zorgde wel voor de nodige aandacht voor zijn album, en zijn eerste film ATL. T.I. bracht van hetzelfde album ook de singles "What You Know", "Why You Wanna", "Top Back (Remix)" en "Live In The Sky" uit. Het album kreeg meerdere prijzen en nominaties, waaronder een Grammy-nominatie voor "Best Rap Album". Ook al schoot Jay-Z T.I.'s album voorbij wat betreft aantal verkochte exemplaren in de eerste week, "King" wordt nog steeds gezien als het bestverkochte album van 2006.
De single "What You Know", die ook zijn film ATL moest promoten, werd in de lente van 2006 uitgebracht. Het nummer bereikte #3 in de Billboard Hot 100, en kwam ook hoog in de Hot R&B/Hip-Hop Singles & Tracks hitlijst en andere raphitlijsten. Het nummer is gemaakt met behulp van samples van Roberta Flacks versies van "Hey Joe" en "Gone Away" van The Impressions.
T.I. won bij de 49th Annual Granny Awards de "Best Rap Solo Performance"-grammy en werd genomineerd voor "Best Rap Song" door zijn nummer "What You Know". Vibe benoemde T.I.'s "What You Know" als het beste nummer van 2006. Rolling Stone gaf de single een vierde plaats.
"Why You Wanna" werd als volgende single uitgebracht. In het refrein komen samples voor van Q-Tips "Got 'Til It's Gone" met Janet Jackson. Ook zit er een vertraagde piano-sample van Crystal Waters' "Gypsy Woman (She's Homeless)" in. De single werd overal ter wereld bekend en bereikte #29 in de VS, #43 in Zwitserland, #49 in Australië, #17 in Ierland, #22 in Engeland en #30 in de Tokio's Hot 100 hitlijst. De videoclip van het nummer is tevens een eerbetoon aan T.I.'s overleden vriend Phil, die in Cincinnati vermoord werd. Hij kwam ook in de videoclip voor.
"Live In The Sky" met gastartiest Jamie Foxx kreeg veel airplay, maar bereikte alleen de VS R&B hitlijst. T.I. bracht de single uit als eerbetoon aan een aantal overleden vrienden.
T.I. werkte samen met Justin Timberlake aan "My Love", wat een wereldwijde hit werd. Hij kreeg een Grammy voor "Best Rap/Sung Collaboration" voor het nummer bij de 49th Annual Grammy Awards.
T.I. bracht zijn laatste single van "King", getiteld "Top Back", als remix uit met gastartiesten Young Dro, Young Jeezy, B.G. en Big Kuntry. De Billboard-hitlijst noteerde alleen de originele versie.
T.I. verscheen in een Chevrolet-reclame, waar hij en Dale Earnhardt, Jr. van auto ruilde (T.I. reed langzaam in de #8 racewagen op de racebaan, terwijl Earnhardt in een snelle zwarte Chevrolet reed op de snelweg).

## Nummers
| #   | Titel                | Samen met              | Producer                   | Duur |
| --- | -------------------- | ---------------------- | -------------------------- | ---- |
| 1.  | "King Back"          |                        | Just Blaze                 | 4:12 |
| 2.  | "Front Back"         | UGK                    | Mannie Fresh               | 3:42 |
| 3.  | "What You Know"      |                        | DJ Toomp, Wonder           | 4:34 |
| 4.  | "I'm Talkin' to You" |                        | Just Blaze                 | 5:40 |
| 5.  | "Live in the Sky"    | Jamie Foxx             | Keith Mack                 | 5:46 |
| 6.  | "Ride Wit Me"        |                        | Keith Mack                 | 4:04 |
| 7.  | "The Breakup (Skit)" |                        |                            | 1:58 |
| 8.  | "Why You Wanna"      |                        | Kevin "Khao" Cates         | 3:37 |
| 9.  | "Get It"             |                        | Swizz Beatz                | 3:40 |
| 10. | "Top Back"           |                        | Mannie Fresh               | 4:42 |
| 11. | "I'm Straight"       | B.G. & Young Jeezy     | Nick Fury                  | 6:35 |
| 12. | "Undertaker"         | Young Buck & Young Dro | Kevin "Khao" Cates         | 4:13 |
| 13. | "Stand Up Guy"       |                        | Kevin "Khao" Cates         | 3:16 |
| 14. | "You Know Who"       |                        | Tony Galvin, Travis Barker | 2:54 |
| 15. | "Goodlife"           | Pharrell & Common      | The Neptunes               | 4:28 |
| 16. | "Hello"              | Governor               | Kevin "Khao" Cates         | 3:34 |
| 17. | "Told You So"        |                        | Keith Mack                 | 4:22 |
| 18. | "Bankhead"           | P$C & Young Dro        | DJ Toomp                   | 4:26 |
| 19. | "Drug Related"       |                        | Chad "Wes" Hamilton        | 4:47 |